# Jesús Antonio Ocampo Calderón
Jesús Antonio Ocampo Calderón (Neira, 1872-Armenia, 1960) fue un político y militar colombiano, seis veces alcalde de Armenia. 

## Reseña Biográfica
Nacido en Neira, actual departamento de Caldas, desde joven se radicó en la ciudad de Armenia. Allí comenzó una larga carrera militar y política.
Primero, tomó parte activa de la guerra civil de 1895, defendiendo al gobierno de Miguel Antonio Caro. En 1899, estallaron disturbios en Armenia tras el alzamiento liberal en Santander que dio inicio a la Guerra de los Mil Días. Tras esto, se trasladó a Ibagué, donde se enlista en las filas del Gobierno del Partido Nacional, quedando a las órdenes del general Carlos Mejía Correa. En esta guerra es recordado por su actuación en el "Combate de El Castillo", donde, acosado por las guerrillas liberales, Mejía ordenó que las tropas se replegasen, pero Ocampo contravino la orden y, en cambio, atacó a los rebeldes, resultando ganador en esa batalla considerada de gran importancia durante la fase de guerra de guerrillas de la Guerra de los Mil Días. También participó de numerosos combates disputados en la región de Caldas contra los insurrectos liberales, enfrentándose, entre otros, al general Aristóbulo Ibáñez, así como logrando la captura del general Miguel Antonio Echavarría, quien asaltó Armenia en la noche del 10 de abril de 1902. Echavarría fue fusilado a los pocos días en Armenia.
Como consecuencia de su participación en la contienda, obtuvo el título de "Héroe de la Patria". Tras el fin de la guerra, se convirtió en el máximo caudillo y dirigente del Partido Conservador en el Quindío, manteniendo su poder durante toda la hegemonía conservadora, que se extendió hasta 1930. En esta época gobernó el Partido Conservador y se mantuvo una tensa situación con el Partido Liberal, liderado por el coronel Carlos Barrera Uribe, situación que cimentó el terreno para el desarrollo de "La Violencia" en el Quindío tras el Bogotazo.
Aunque tuvo que hacer frente a la gran cantidad de liberales residentes en Quindío, Ocampo Calderón llegó a ser seis veces alcalde de Armenia, siendo la persona que más veces ha ocupado el cargo en la historia. Adicionalmente, fue varias veces concejal de Armenia y diputado a la Asamblea Departamental de Caldas. Entres su obras como alcalde esta la repatriación de los restos del fundador de Armenia, Jesús María Ocampo, la adjudicación y construcción del hospital de la ciudad, el aumento de las recaudación fiscal que permitió el desarrollo comercial de la ciudad, la nacionalización de la carretera a Montenegro y la reorganización de las escuelas públicas, así como su dotación de indumentaria.
En 1930 entregó la dirección del partido a Luciano Gómez, retirándose de la vida pública.